# Microrégion de Wenceslau Braz
Pour les articles homonymes, voir Wenceslau Braz et Braz.
La microrégion de Wenceslau Braz est l'une des cinq microrégions qui subdivisent le nord pionnier de l'État du Paraná au Brésil.
Elle comporte 10 municipalités qui regroupaient 97 225 habitants en 2006 pour une superficie totale de 3 158 km².

## Municipalités[1]
- Carlópolis
- Guapirama
- Joaquim Távora
- Quatiguá
- Salto do Itararé
- Santana do Itararé
- São José da Boa Vista
- Siqueira Campos
- Tomazina
- Wenceslau Braz